# الکس شگفت‌انگیز
الکس شگفت‌انگیز (به انگلیسی: Amazing Alex)، یک بازی معمایی است که توسط راویو اینترتاینمنت خالق بازی محبوب پرندگان خشمگین، ساخته و در ۱۲ ژوئیه ۲۰۱۲ برای آی‌اواس، اندروید منتشر خواهد شد. معماهای مبتنی بر فیزیک بازی مبنی بر پازل و لمث کردن سریع طراحی شده‌است. این بازی قابلیت طراحی مرحله و به اشتراک گذاشتن آن برای عموم را داراست.